# A1 Telekom Austria Group
Telekom Austria AG grundades 1998 utifrån Post und Telekom Austria (PTA) som i sin tur 1996 skapats utifrån Österrikes post- och telegrafförvaltning (PTV).
Telekom Austria är Österrikes största företag inom telekommunikation. På mobiltelefonmarknaden representeras man av Mobilkom Austria och man finns förutom i Österrike i Kroatien, Slovenien, Liechtenstein och Bulgarien under olika varumärken. Bland företagets ägarna märks Österrikes statliga holdingbolag ÖIAG.